# Wendron
Wendron – wieś w Anglii, w Kornwalii. Leży 21 km na wschód od miasta Penzance i 392 km na południowy zachód od Londynu.